# دونيا صوفايا
دونيا صوفايا ( بالصربية السيريلية Доња Суваја) هي قرية في البوسنة والهرسك. وهي تقع في بلدية بوزانسكا كروبا التابعة لكانتون يونا-سانا في اتحاد البوسنة والهرسك. طبقا لنتائج تعداد البوسنة عام 2013، فقد كان عدد سكانها 60 نسمة.

## التركيبة السكانية

### التطور التاريخي للسكان
| 1961 | 1971 | 1981 | 1991 | 2013 |
| ---- | ---- | ---- | ---- | ---- |
| 806  | 645  | 556  | 376  | 60   |

### المجتمع المحلي
في عام 1991، كانت القرية جزءا من صوفايا، والتي تتألف من 1,094 نسمة موزعة على النحو التالي: